# Dancin' Days (2012)
Dancin' Days é uma telenovela portuguesa, sendo a segunda resultante da parceria SIC/TV Globo, sendo transmitida de 4 de junho de 2012 a 27 de setembro de 2013, substituindo Rosa Fogo e sendo substituída por Sol de Inverno. Foi escrita por Pedro Lopes, autor de Laços de Sangue, vencedora de um Emmy Award, em 2011.
É um remake da telenovela brasileira Dancin' Days, exibida pela TV Globo entre 1978 e 1979.
Contou com Joana Santos, Albano Jerónimo, Soraia Chaves e Joana Ribeiro nos principais papéis.

## Sinopse
1996. A história começa na noite de passagem de ano quando duas irmãs, Júlia (Joana Santos) e Raquel (Soraia Chaves), à data com 18 e 24 anos, saem com um grupo de amigos para comemorar a entrada no novo ano. Júlia acaba por confidenciar que está grávida. Ao regressarem a casa de carro, Raquel atropela um homem. Numa reação de pânico, foge do local, contra a vontade de Júlia, que insiste que têm de voltar para prestar auxílio, mas Raquel recusa fazê-lo porque esteve a beber. Durante esta discussão surge a polícia e Júlia acaba por assumir que era ela quem conduzia o carro quando atropelaram o homem. Mas o que Júlia não esperava é que a vítima acabasse por morrer no hospital, o que transforma o caso em homicídio e fuga. A coincidência do homem ser credor do pai de Júlia e Raquel agrava as suspeitas de crime premeditado, levando a que Júlia seja condenada a uma pena de prisão de 18 anos por homicídio qualificado.
Poucos meses depois de ser presa, Júlia dá à luz uma rapariga, Mariana, que entrega à sua irmã para que esta a eduque até que saia da prisão, pedindo-lhe ainda que nunca conte à menina que a mãe está presa, mas sim que está em viagem pelo mundo. Nos primeiros meses, Raquel ainda visita a irmã todas as semanas, mas depois de casar com Zé Maria (Alexandre de Sousa) e de lhe ser diagnosticado um mioma no útero, que a obriga a uma histerectomia, vai-se afeiçoar a Mariana. A juntar a tudo isto, a própria vontade de Júlia em não querer que a filha cresça a vê-la na prisão, leva Raquel a desligar-se por completo de Júlia, abandonando-a à sua sorte.
Júlia acaba por sair em liberdade condicional ao fim de cumpridos 16 anos de prisão e o inevitável confronto com a irmã acontece, com Raquel conseguindo manter Júlia afastada de Mariana. É nesta fase conturbada da sua vida que Júlia conhece Duarte (Albano Jerónimo), um diplomata desiludido acabado de chegar de Bruxelas.
Para Júlia, a vida passa a ter um só objetivo: aproximar-se da filha, criando condições para lhe contar tudo o que se passou sem que esta a rejeite.

## Elenco
| Ator/Atriz              | Personagem                              |
| ----------------------- | --------------------------------------- |
| Joana Santos            | Júlia Matos                             |
| Soraia Chaves           | Raquel Matos Corte-Real                 |
| Joana Ribeiro           | Mariana Matos Corte-Real                |
| Albano Jerónimo         | Duarte Sousa Prado de Oliveira          |
| José Fidalgo            | Hugo Figueiredo                         |
| Maya Booth              | Inês Henriques                          |
| Sisley Dias             | Guilherme «Gui» Sousa Prado de Oliveira |
| Cristina Homem de Mello | Teresa Sousa Prado                      |
| Júlio César             | Francisco de Oliveira                   |
| Alexandre de Sousa      | José Maria «Zé Maria» Corte-Real        |
| Igor Sampaio            | Alberto Galvão                          |
| Margarida Carpinteiro   | Ester Galvão                            |
| Catarina Avelar         | Amélia Esteves                          |
| Joana Seixas            | Carminho Galvão                         |
| Pedro Laginha           | Jorge Brandão                           |
| Custódia Gallego        | Áurea Henriques                         |
| Vítor Norte             | Aníbal Henriques                        |
| Ricardo Carriço         | Artur                                   |
| Guilherme Filipe        | Urbano Saraiva Borracho                 |
| Sílvia Filipe           | Isabel Brandão                          |
| João Ricardo            | Hernâni Peixoto                         |
| Rita Lello              | Nicole Correia                          |
| Pêpê Rapazote           | Miguel Pinto                            |
| Sofia Sá da Bandeira    | Luísa Lima                              |
| Vera Alves              | Emília Ferreira                         |
| Victória Guerra         | Vera Dias                               |
| Rui Porto Nunes         | João                                    |
| Joana Barradas          | Leonor «Nonô» Andrade                   |
| Sofia Cerveira          | Bárbara «Babi» Andrade                  |
| Ana Guiomar             | Sónia Moura                             |
| Débora Monteiro         | Cátia Moura                             |
| Pedro Diogo             | Cristóvão Gameiro                       |
| Miguel Costa            | Ivo Simões                              |
| Fernando Pires          | Raul Ferreira                           |
| Mariana Norton          | Madalena de Jesus                       |
| Noua Wong               | Filipa                                  |
| Joana Figueira          | Elvira Pereira                          |
| Antónia Terrinha        | Natércia Costa                          |
| Rita Frazão             | Lúcia Fernandes                         |
| Diogo Carmona           | Bruno Henriques                         |
| Henrique Gil            | Paulo Esteves                           |
| Leonor Vasconcelos      | Tânia Peixoto                           |
| Bruna Quintas           | Mónica Nunes                            |
| João Santos             | Martim Simões                           |

### Participações Especiais
| Ator/Atriz        | Personagem    |
| ----------------- | ------------- |
| Margarida Cardeal | Dulce Gomes   |
| João Maria Pinto  | Joaquim Veiga |
| Gracinda Nave     | Ana Teixeira  |
| Ricardo Pereira   | Salvador Neto |
| Sandra Faleiro    | Lurdes        |

### Elenco Adicional
| Ator/Atriz               | Personagem                         |
| ------------------------ | ---------------------------------- |
| Carla Vasconcelos        | reclusa                            |
| Luís Gaspar              | Rodrigo                            |
| Jani Zhao                | Yang                               |
| Paula Guedes             | guarda prisional                   |
| Carla Salgueiro          | Helena                             |
| Ana Zanatti              | juíza                              |
| Catarina Matos           | médica                             |
| Alda Gomes               | veterinária                        |
| Raquel Strada            | agente imobiliária                 |
| Philipe Leroux           | galerista                          |
| Filipe Crawford          | Ministro dos Negócios Estrangeiros |
| Nuno Janeiro             | Ricardo                            |
| José Pinto               | Rabino Elias                       |
| Pedro Rodil              | ladrão/raptor                      |
| Maria Emília Correia     | Celeste Figueiredo                 |
| João Loy                 | violador                           |
| Marques d'Arede          | juiz                               |
| Peter Michael            | Alves Cardoso (advogado de Júlia)  |
| Duarte Victor            | Carlos Manuel (burlão)             |
| Paulo Oom                | Alexandre (arquiteto)              |
| Luís Barros              | Pai de Paulo Sérgio                |
| Luís Simões              | Gustavo                            |
| Luísa Ortigoso           | médica                             |
| António Camelier         |                                    |
| Mariana Pacheco          | Vanessa                            |
| José Figueiras           |                                    |
| Vanessa Oliveira         | jornalista                         |
| João Paulo Sousa         | Hugo                               |
| José Boavida             | juiz                               |
| Francisco Gomes          | colega de Bruno                    |
| Rui Morisson             | Marques (inspetor)                 |
| Lourenço Henriques       |                                    |
| Fernando Tavares Marques | porteiro                           |
| Merche Romero            | Ela mesmo                          |
| Nuno Graciano            | Ele mesmo                          |
| Natália Luiza            | Juíza                              |
| Miguel Sá Monteiro       | Médico                             |
| Oceana Basílio           | Mafalda                            |
| Joana Machado Madeira    |                                    |
| Jorge Oliveira           |                                    |
| Marta Melro              | Lara                               |
| João Reis                | Bernardo Teles                     |
| Lúcia Moniz              | Paula                              |
| Márcia Breia             | Cremilde (mãe de Bernardo)         |
| Diogo Lopes              | Lucas                              |
| Rui Neto                 | Tiago                              |
| Noémia Costa             | Ivone Mertel                       |
| Cleia Almeida            | Matilde                            |

## Audiência
No 1.º episódio teve em média 14,5% de rating e 29,9% de share, com cerca de 1 milhão e 372 mil telespectadores, liderando o horário.
No dia 10 de julho de 2012, "Dancin' Days" bate seu primeiro recorde e registou 15,0% de rating e 31,1% de share, com cerca de 1 milhão e 400 mil espectadores, na liderança. No dia 25 de julho, a novela bate recorde e registou 15,4% de rating e 33,6% de share, com cerca de 1 milhão e 453 mil espectadores. Uma semana depois, no dia 30 de julho, a novela bate recorde e registou 15,7% de rating e 32,7% de share. No dia seguinte, a novela bate recorde e registou 16,5% de rating e 34,8% de share, superando os finais de Rosa Fogo (2012) e Laços de Sangue (2011).
No dia 2 de agosto de 2012, "Dancin' Days" bate recorde e registou 16,8% de rating e 36,3% de share. No dia 18 de setembro, a novela bate recorde e registou 17,8% de rating e 34,3% de share. No dia 8 de outubro, a novela chega aos máximos e registou 18,7% de rating e 35,3% de share, com cerca de 1 milhão e 700 mil espectadores. Até essa data, esse tinha sido o episódio mais visto de sempre.
No dia 12 de fevereiro de 2013, "Dancin' Days" bate recorde histórico de audiência e registou 19,0% de rating e 37,2% de share, com cerca de 1 milhão e 796 mil espectadores. No dia seguinte, a novela registou o maior resultado de toda sua exibição e conquistou 19,3% de rating e 37,5% de share, com cerca de 1 milhão e 824 mil espectadores.
No dia 4 de abril de 2013, "Dancin' Days" alcançou o terceiro maior registo de audiência de sempre de uma novela da SIC e marcou 18,9% de rating e 35,1% de share, com cerca de 1 milhão e 832 mil espectadores.
No dia 16 de setembro de 2013, "Dancin' Days" bateu novo recorde de audiência e registou 19,2% de rating e 40,2% de share, com cerca de 1 milhão e 864 mil espectadores. O último episódio, exibido numa sexta-feira, dia 27 de setembro, registou 19,2% de rating e 38,8% de share, e visto em média por 1 milhão e 859 mil espectadores, liderando o horário.
Dancin' Days, chegou ao fim no dia 27 de setembro de 2013, ganhando o título de Sétima novela mais vista do século na ficção nacional portuguesa. Até à última semana, a trama, estreada a 4 de junho de 2012, foi vista por uma média de 1 501 500 telespectadores. Entrou, por isso, no top das novelas mais vistas - que, até aqui, só contava com a TVI: lidera com ‘Dei-te Quase Tudo' (2005), ‘Ninguém Como Tu' (2005), ‘Olhos de Água' (2001), ‘Filha do Mar' (2001), ‘A Outra' (2008).
Os bons resultados de ‘Dancin' Days', contribuíram para quebrar o monopólio de liderança da TVI na ficção nacional, conquistado na última década. Juntamente com produções brasileiras como ‘Gabriela' e ‘Avenida Brasil', a novela portuguesa colocou a SIC na liderança do horário nobre nos dias de semana.
| Média | Média     | Episódios exibidos | Rating | Share |
| ----- | --------- | ------------------ | ------ | ----- |
| 2012  | Junho     | 19                 | 12,8%  | 26,7% |
| 2012  | Julho     | 22                 | 13,8%  | 29,6% |
| 2012  | Agosto    | 23                 | 14,9%  | 32,2% |
| 2012  | Setembro  | 20                 | 15,8%  | 31,8% |
| 2012  | Outubro   | 22                 | 16,8%  | 33,0% |
| 2012  | Novembro  | 22                 | 15,8%  | 31,3% |
| 2012  | Dezembro  | 18                 | 15,9%  | 31,5% |
| 2013  | Janeiro   | 24                 | 16,7%  | 32,3% |
| 2013  | Fevereiro | 20                 | 16,8%  | 33,8% |
| 2013  | Março     | 21                 | 16,4%  | 32,9% |
| 2013  | Abril     | 23                 | 17,4%  | 33,6% |
| 2013  | Maio      | 22                 | 16,6%  | 33,0% |
| 2013  | Junho     | 20                 | 15,2%  | 31,1% |
| 2013  | Julho     | 23                 | 15,1%  | 32,8% |
| 2013  | Agosto    | 22                 | 15,2%  | 34,0% |
| 2013  | Setembro  | 20                 | 17,3%  | 36,7% |
| Total | Total     | 341                | 15,8%  | 32,3% |

| Recordes | Rating | Share |
| -------- | ------ | ----- |
| Positivo | 19,3%  | 41,0% |
| Negativo | 9,8%   | 21,1% |

## Banda sonora
A banda sonora original da telenovela foi lançada a 18 de fevereiro de 2013. O CD traz 18 canções, incluindo o tema principal da produção.
| N.º | Título                     | Música                          | Personagem           | Duração |  |
| 1.  | "Lugar ao Sol"             | Delfins                         | Genérico             |         |  |
| 2.  | "Primavera"                | The Gift                        | Júlia e Duarte       |         |  |
| 3.  | "Rosa Sangue"              | Amor Electro                    | Raquel               |         |  |
| 4.  | "Insónia"                  | Filipe Pinto                    |                      |         |  |
| 5.  | "Quadro"                   | André Sardet                    | Duarte               |         |  |
| 6.  | "Ai Se Eu Te Pego"         | Michel Teló                     | Rute                 |         |  |
| 7.  | "Com Quem Eu Quero"        | Miúda                           | Mariana              |         |  |
| 8.  | "Sorte Grande"             | João Só e Lúcia Moniz           |                      |         |  |
| 9.  | "Electrical Storm"         | Ana Free                        | Leonor               |         |  |
| 10. | "Só Quero Que Saibas"      | Angel-O                         | Sílvia e Diogo       |         |  |
| 11. | "Vá Lá Senhora"            | Os Golpes e Rui Pregal da Cunha | Sebastião e Madalena |         |  |
| 12. | "Só Te Falta Seres Mulher" | B Fachada                       |                      |         |  |
| 13. | "Só em Ti (Me Reconheço)"  | Classificados                   |                      |         |  |
| 14. | "Só Penso Nisso"           | Manuel Paulo e Isabel Abreu     | Teresa               |         |  |
| 15. | "Melech Mechaya"           | Bulgar de Odessa                | Nicole e Hernâni     |         |  |
| 16. | "Dança Comigo"             | Mickael Carreira e Jon Secada   |                      |         |  |
| 17. | "Precioso"                 | Miguel Ângelo                   |                      |         |  |
| 18. | "For a Change"             | Pitt Broken                     |                      |         |  |

## Transmissão
Na SIC, a telenovela foi originalmente exibida de 4 de junho de 2012 a 27 de setembro de 2013. Foi reposta de 19 de outubro de 2015 a 21 de outubro de 2016, substituindo Duas Caras, e sendo substituída por Laços de Sangue.
| País     | Canal | Título adaptado | Estreia               | Final                  |
| -------- | ----- | --------------- | --------------------- | ---------------------- |
| Portugal | SIC   | Dancin' Days    | 4 de junho de 2012    | 27 de setembro de 2013 |
| Portugal | SIC   | Dancin' Days    | 19 de outubro de 2015 | 21 de outubro de 2016  |

### Transmissão na OPTO
Com o lançamento da OPTO, a plataforma de streaming da SIC, a 24 de novembro de 2020, a novela foi disponibilizada com os seus 333 episódios de produção.

## Ligações Externas
- Site Oficial de Dancin' Days
- SP Televisão - "Dancin' Days"